# ベルーナ
株式会社ベルーナは、埼玉県上尾市に本社を置く通信販売企業。通販事業の他、通販用ソリューション事業、ファイナンス事業、店舗販売事業、不動産事業、ホテル事業などを手掛ける。

## 概要
東京証券取引所プライム上場企業。主力のカタログ通販では全国に1,000万人超の顧客データベースを保有する。通販のデータベースやインフラ等を活用し、カタログ通販のほかにも食品などの単品通販や金融、受託、不動産事業などを手がける。
創業者で現代表取締役社長の安野清が本田技研工業を退職し23歳で1968年に印鑑の訪問販売「友華堂」を創業。その後、陶器の通信販売で規模を拡大し、扱う商品を広げるうちに主力になったのが女性用のブラウスやジャケットなどのアパレル商品だった。
1986年に総合ファッションカタログ「ベルーナ（BELLUNA）」を創刊し、1990年に社名を株式会社ベルーナに変更。「ベルーナ」は当時社長が飼っていたシェパード犬の名前「ベルナ」をもじったもので、ラテン語で「美しい月」という意味がある。
事業領域の拡大により業界の中でも突出した成長性・収益性を確保していたが、リーマン・ショックにより金融・不動産に関わる事業環境が悪化したことを受け、2009年3月期には上場以来初の赤字決算となった。
2008年7月には展示会販売事業への行政処分を受け同年6月には撤退、2004年〜2008年までのダイレクトメール送付における心身障害者用低料第三種郵便物制度の不正利用発覚などの不祥事があった。2010年には社員がインサイダー取引で金融庁から課徴金納付命令を受けるなど不祥事が相次いだこともあり、コンプライアンス体制を強化している。
2012年に実店舗事業を開始、全国のショッピングモールに「BELLUNA」を出店している。2018年には東京証券取引所一部に上場していたさが美グループホールディングス株式会社を100%子会社化した。
2018年10月、公式キャラクター「べるーにゃ」が誕生。

## 事業内容
カタログ通販が主体であったベルーナだが、現在の事業は以下の8セグメントからなる。以下の各セグメント売上高及び各セグメント利益は2024年3月期のものである。株式会社エルドラドが行っている飲食店事業、ゴルフ場運営事業は、2025年3月期第1四半期以降は「その他事業」から「プロパティ事業」に区分変更される。

### プロパティ事業（ホテル事業）
売上高308億51百万円、セグメント利益41億43百万円。北海道から沖縄までの国内施設と海外4施設を運営。毎年2施設の新規開業を目標にしている。
国内ホテル
- 定山渓ビューホテル
- 洞爺サンパレスリゾート&スパ
- ザ・レイクスイート 湖の栖
- ニュー阿寒ホテル
- 裏磐梯レイクリゾート　五色の森
- ルグラン旧軽井沢
- ルグラン軽井沢ホテル&リゾート
- ホテル浜比嘉島リゾート
- 札幌グランベルホテル（すすきの駅）
- すすきのグランベルホテル
- 京都グランベルホテル（京阪鴨東線祇園四条駅）
- 大阪グランベルホテル（大阪地下鉄堺筋本町駅）
- 梅田ホリックホテル
- 銀座ホテル by グランベル

（以上の施設は2024年9月現在営業中のもの）
- 札幌ホテル by グランベル[16]（2025年3月開業）
- 小樽グランベルホテル[17]（2025年7月開業）

海外ホテル
- ウエスティン モルディブ ミリアンドゥー リゾート
- ルグラン・ゴール
- コロンボグランベルホテル
- エバ・ホテル・ワイキキ

（以上の施設は2024年9月現在営業中のもの）

### 化粧品健康食品事業
売上高147億18百万円、セグメント利益9億26百万円。化粧品を扱う「株式会社オージオ」では「OZIO」「なちゅライフ」の2つのブランドを展開。「株式会社リフレ」は健康食品やサプリメントを扱う。

### グルメ事業（グルメ通販事業）
売上高324億38百万円、セグメント利益10億91百万円。食品と花を扱う「ベルーナグルメ」、ワイン専門通販「My Wine Club」からなる。月に1回商品を届ける「頒布会」や、単品販売、お中元やバレンタイン「ギフト」など様々な販売形態を展開しており、国内におけるワイン通販売上シェア調査（東京商工リサーチ調べ）で度々1位を獲得しているほか、おせち通販にも29年（2024年時点）の実績がある。

### ナース関連事業（看護師向け通販事業）
売上高129億75百万円、セグメント利益4億81百万円。「ナースリー」「アンファミエ」の2つのブランドを展開し、看護師向け通販市場では圧倒的なシェアを有している。

### 呉服関連事業（和服販売事業、衣裳レンタル事業）
売上高232億48百万円、セグメント利益13億57百万円。「BANKAN」「わものや」「さが美」「東京ますいわ屋」の店舗を全国に展開しており、希少性の高い本格的な着物からカジュアル着物、和装雑貨まで多様な商品を販売している。

### アパレル・雑貨事業（アパレル・雑貨通販事業）
売上高742億51百万円、セグメント損失29億92百万円。「ベルーナ」「ベルーナユナイテッド（BELLUNA店舗）」「RyuRyumall」「iellio（イエリオ）」「ミン（A HAPPY MARILYN）」「アイシーネット（Import Collection YR）」「丸長（daily-3）」「セレクト（Pierrot）」。ベルーナの中核事業である。

### データベース活用事業
売上高167億25百万円、セグメント利益51億50百万円。ソリューション事業、封入同送サービス、通販代行サービス、ファイナンス事業からなる。

### その他の事業（アパレル卸売事業など）
売上高38億33百万円、セグメント損失1億52百万円。百貨店や生協などに向けたアパレル卸売事業を子会社のフレンドリー株式会社で行っているほか、保険事業も展開している。子会社の株式会社エルドラドが行っている飲食店事業・ゴルフ場運営事業は、2025年3月期第1四半期以降「その他事業」から「プロパティ事業」に区分変更される。

## 沿革
- 1968年9月 埼玉県上尾市で印鑑の訪問販売「友華堂」として創業[19]。
- 1977年6月 埼玉県大宮市奈良町37番12号に株式会社友華堂を設立[19]。
- 1983年
  - 3月 衣料品の通信販売を開始[19]。
  - 8月 本社を埼玉県上尾市柏座四丁目6番7号に移転[19]。
- 1986年8月 総合カタログ『ベルーナ』を創刊[19]。
- 1990年4月 株式会社ベルーナに商号変更[19]（旧法人）。
- 1992年4月 株式額面金額を変更するため、形式上の存続会社であるツバサ電機株式会社と合併し、存続会社の商号を（新）株式会社ベルーナに変更。
- 1994年9月 日本証券業協会に株式を店頭登録[19]。
- 1995年 阪神・淡路大震災をきっかけに、事業の多角化に乗り出す[1]。
- 1998年
  - 1月 東京証券取引所2部に株式上場[19]。
  - 5月 本社を埼玉県上尾市宮本町4番2号に移転[19]。喫茶店の経営を目的に、株式会社エルドラドを設立[20]。
  - 6月 海外展開を目的に、香港にベルネット インターナショナル ホンコン リミテッドを設立[20]（現・連結子会社ベルーナ ホンコン カンパニー リミテッド）。
- 1999年4月 ワインの通信販売を開始[19]。
- 2000年
  - 3月 東京証券取引所1部に指定替え[19]。化粧品事業等の展開を目的に、株式会社オージオを設立。
  - 4月 化粧品の通信販売を開始「OZIO」創刊[19]。
  - 7月 海外展開強化のため、アメリカ合衆国イリノイ州にビーエヌ インターナショナル ユーエスエー インクを設立[20]。
  - 8月 栃木県に宇都宮流通システムセンターを新築[20]。
- 2002年
  - 1月 フレンドリー株式会社の営業権を株式会社グルメ直送便が譲り受け、商号をフレンドリー株式会社（現・連結子会社）に変更[19]。
  - 5月 貸金業の展開のために、株式会社サンステージ・ファイナンス（現・連結子会社 株式会社サンステージ）を設立[19]。
  - 10月 大韓民国における貸金業の展開のためにベルネット クレジット カンパニー リミテッドを大韓民国に設立[19]。
- 2007年3月 看護師向け事業の展開を目的に、株式会社ナースリーの全株式を取得し子会社化[19]。
- 2011年4月 ミセスファッション店「BELLUNA」オープン[19]。
- 2012年10月 経営資源及び事業運営の効率化を目的に、金融サービス事業（消費者金融事業）を株式会社サンステージに統合[20]。
- 2013年8月 看護師向け通販を展開する株式会社アンファミエの全株式を取得し子会社化[19]。
- 2016年5月 衣装レンタル業を展開する株式会社マイムの全株式を取得し子会社化[19]。
- 2018年
  - 4月 株式会社アンファミエと株式会社ナースリーを合併し、商号を株式会社ナースステージに変更[19]。
  - 6月 さが美グループホールディングス株式会社をTOBにより子会社化[19][21][22]（現：連結子会社）。
  - 9月 さが美グループホールディングスの株式併合により、さが美グループホールディングス株式会社を完全子会社化[23][24]。
- 2019年6月 女性向けファッション通販サイト「RyuRyumall」を開設[19]（カタログ『RyuRyu』をネット通販化したもの）。
- 2021年4月 Karakami HOTELS&RESORTSから定山渓ビューホテル（北海道札幌市）を取得[25]、同年8月1日に再オープン[26]。
- 2022年
  - 1月 プロ野球球団・埼玉西武ライオンズの本拠地である西武ドームの命名権を取得。同年3月からの5年間を予定している[27]。
  - 4月 東京証券取引所の市場区分見直しに伴い、市場第一部からプライム市場へ移行[19]。
- 2023年
  - 3月 Karakami HOTELS&RESORTSから洞爺サンパレスリゾート&スパ（北海道有珠郡壮瞥町）など2施設を買収[28]。
  - 3月 地熱発電事業への参入を目的に最上ジオエナジーに出資し、子会社化[19]。
  - 6月 業歴170年以上の歴史を持つ谷櫻酒造（山梨県北杜市）の全株式を取得し、子会社化[29]。

## カタログ・通販サイト

### カタログ
- 『ベルーナ（BELLUNA）』 - ミセス向け総合ファッションカタログ
- 『ルフラン』 - ミセス向け総合ファッション・雑貨カタログ
- 『素敵な生活』 - 総合生活雑貨カタログ
- 『ラナン（Ranan）』 - 大人の女性向け総合ファッションカタログ
- 『ジーラ（GeeRA）』 - ファストファッション通販カタログ
- 『いきいき家族』 - 食品宅配カタログ
- 『笑顔の晴れごはん』 - 全国各地の食品お取り寄せカタログ
- 『旨い酒が飲みたい』 - 酒専門通販カタログ。日本酒通販国内売上3年連続№ 1（※東京商工リサーチ調べ、2016年～2018年度）

### 通販サイト
- 『ベルーナネット』 - 大人の女性向けファッション通販サイト
- 『RyuRyumall（リュリュモール）』 - 若い女性向けのファッション通販サイト
- 『ベルーナグルメ』 - グルメ専門通販サイト
- 『My Wine CLUB（マイワインクラブ）』 - ワイン通販国内売上高11年連続No.1のマイワインクラブ（※東京商工リサーチ調べ、2008年～2018年度）

## 主要グループ会社
- 株式会社オージオ
- 株式会社サンステージ
- さが美グループホールディングス株式会社
  - 株式会社さが美
  - 株式会社東京ますいわ屋
- 株式会社グランベルホテル - 「グランベルホテル」「ホリックホテル」「ルグラン」などのホテル運営を手掛ける子会社
  - ホテル浜比嘉島リゾート
  - 裏磐梯レイクリゾート - 2015年 1月、ベルーナの関連会社にあたる株式会社フレンドステージ[30] が、リベレステ株式会社より星野リゾート裏磐梯ホテル（旧・裏磐梯猫魔ホテル[31][32] ）を買収[33] 。移管時に施設改修し、2015年10月オープン[31][32] 。
  - 定山渓ビューホテル - 2021年4月、Karakami HOTELS&RESORTSから買収。
  - 札幌ホテル by グランベル - 2025年3月1日オープン[34]
  - 小樽グランベルホテル（仮称）[34]
- 株式会社グランベル北海道 - 2023年9月、Karakami HOTELS&RESORTSから買収。
  - 洞爺サンパレスリゾート&スパ
  - ザ・レイクスイート 湖の栖
  - ニュー阿寒ホテル

- 株式会社ベルーナツーリズム（ゆめやど）